# Dirico flygplats
Dirico flygplats är en flygplats i Angola.   Den ligger i provinsen Cuando Cubango, i den södra delen av landet, 1 300 kilometer sydost om huvudstaden Luanda. Dirico flygplats ligger 1 066 meter över havet.
Terrängen runt Dirico flygplats är platt. Runt Dirico flygplats är det mycket glesbefolkat, med 2 invånare per kvadratkilometer..
Trakten runt Dirico flygplats består huvudsakligen av våtmarker. Savannklimat råder i trakten. 